# Hans Miksch

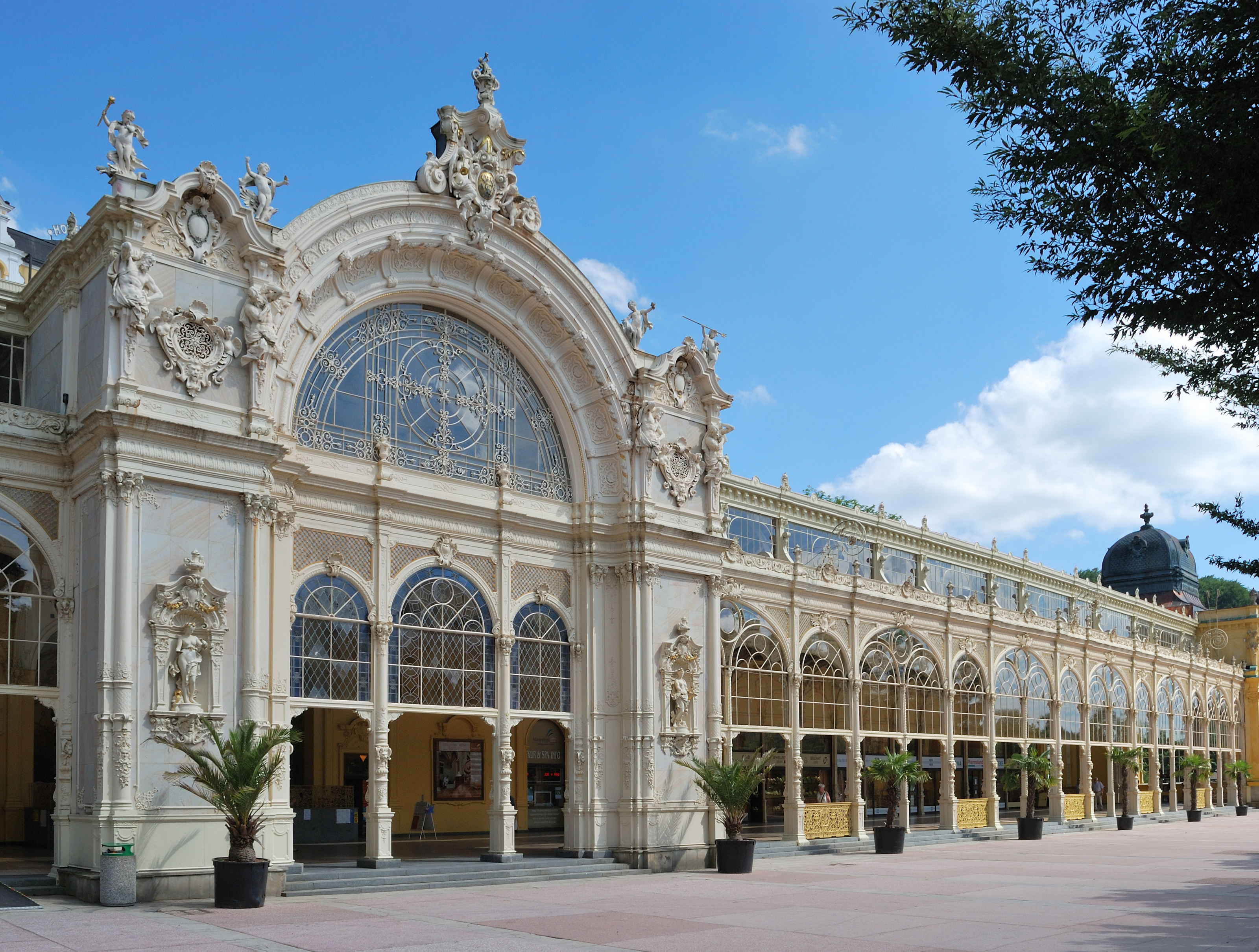
Kolonnade in Marienbad

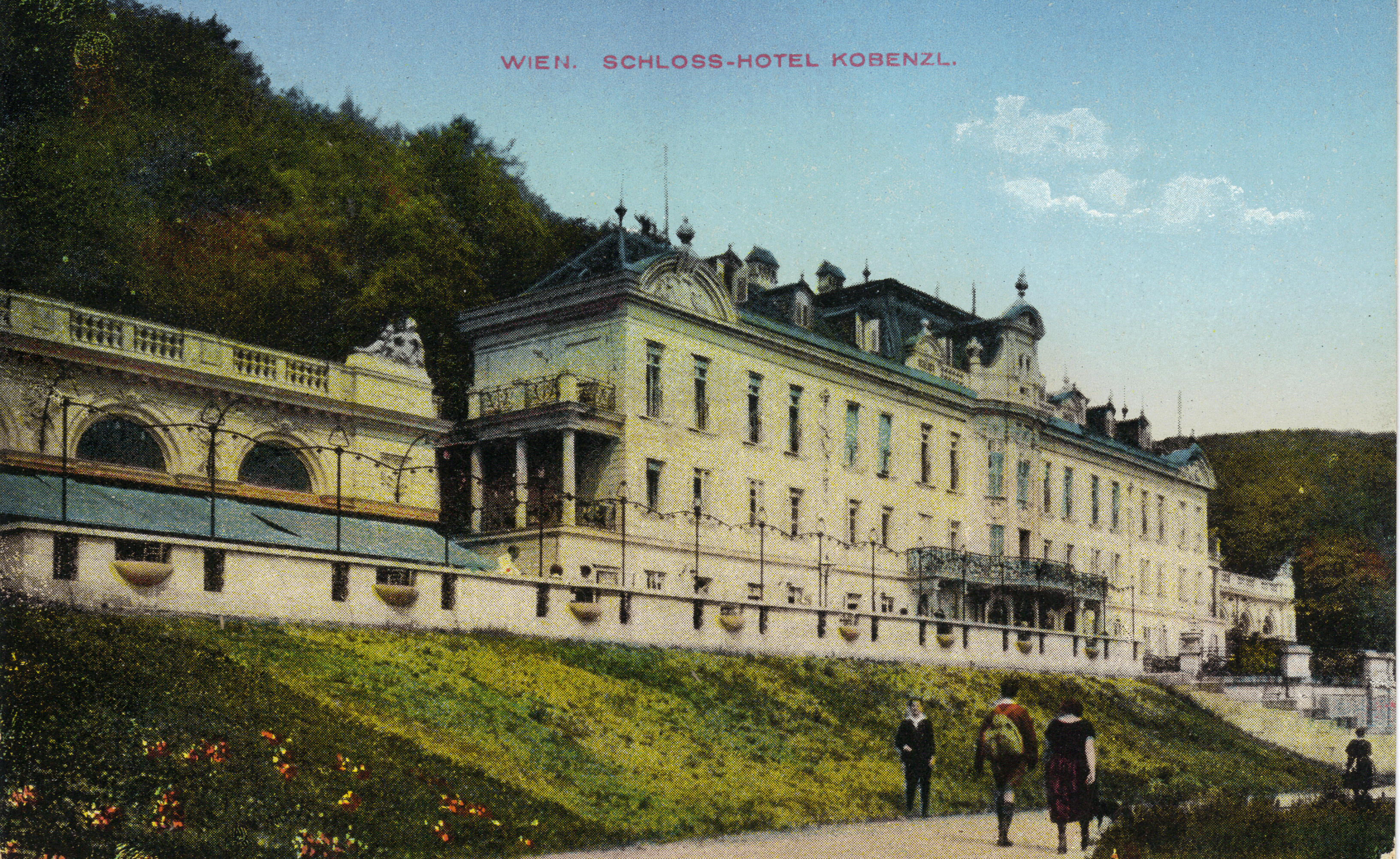
Schloss-Hotel Cobenzl in Wien (1899–1966)

Hans Miksch (* 24. Juni 1846 in Reichenberg; † 14. Mai 1904 in Dresden) war ein österreichischer Architekt.

## Leben
Hans Miksch stammte aus einer Baumeisterfamilie in Reichenberg, sein Vater war der Stadtbaumeister Johann Miksch. Einzelheiten seiner Ausbildung sind nicht bekannt.
Seine Architekten-Tätigkeit begann er als Hausarchitekt bei Graf Zichy und danach bei der Wiener Baugesellschaft. Im Jahr 1881 hat er zusammen mit Julian Niedzielski (1849–1901) ein Projektierungsbüro in Wien gegründet und einen Wettbewerb für das Reichenberger Theater gewonnen. Durch seine Kontakte nach Nordböhmen konnten dort, aber auch in anderen Ländern der Donaumonarchie, zahlreiche Projekte realisiert werden. Als Niedzielski 1896 in den Staatsdienst eintrat, führte Miksch seine Planungen allein weiter. Auf einer Geschäftsreise nach Dresden im Jahr 1904 verstarb der Architekt ganz unerwartet und wurde auch dort bestattet.

## Werke (Auswahl)
Hans Miksch projektierte seine Bauten im Stil des Späthistorismus. Das Entwurfsbüro Miksch & Niedzielski entwarf auch Bauten in neuen, modernen Formen (z. B. in Glas-Eisen-Konstruktionen). Die meisten Bauten (bis 1896) hat er gemeinsam mit Julian Niedzielski entworfen.
Ausgeführte Bauten:
- 1888–1891 Verwaltungsgebäude der Sparkasse in Reichenberg (Liberec)
- 1888–1889 Villa Ludwig Wolfrum (1848–1935) in Aussig (Ústí nad Labem, ul. Winstona Churchilla Nr. 1344/2)[7]
- 1888 Villa Rudolf Larisch, Jägerndorf (Krnov, Říční okruh 4/14) – Kombination von nordischer Renaissance mit Manierismus, Fassade mit Risaliten, Giebeln und Balkonen
- 1889 Kurkolonnaden, Marienbad (Mariánské Lázně) – neobarocke gusseiserne, verglaste Struktur (gegossen in der ehemaligen Gräflich Salm’schen Kunstgießerei in Blansko)
- 1890 Wohn- und Geschäftshaus in Wien, Wollzeile 36–38 / Stubenbastei 2–4 / Zedlitzgasse 7
- um 1890 Villa Ignaz Petschek (1857–1934) in Aussig (Ústí nad Labem, ul. Winstona Churchilla 1368/4), 1934 Umbau durch Paul Brockardt (1882–1941)[8]
- 1891 Mietshaus „Haberhof“ in Wien, Mühlfeldgasse 15 / Nordbahnstraße 46–48 / Darwingasse 38
- 1892 Villa Carl Friedrich Wolfrum (1842–1924) in Aussig (Ústí nad Labem, Na Schodech 1601/10, unter Denkmalschutz)[9]
- 1893 Eingangstor zum Tiergarten im Prater und Restaurationsgebäude, Wien, errichtet im Neo-Renaissance-Stil (um 1902 abgetragen)
- 1894 Rathaus mit Sparkasse in Neu Sandez, Galizien (Nowy Sącz in Polen)
- um 1895 Fabrikgebäude für die Firma Wolfrum in Aussig an der Elbe (Ústí nad Labem, Na Luhách 3427/3)[10]
- 1896–1899 Umbau und Ausbau Hotel „Schloss Cobenzl“, Wien 19, Cobenzl (für die Allgemeine holländisch-österreichische Baugesellschaft, 1966 abgebrochen)[11]
- 1911 Gymnasium Stubenbastei, Wien 1, Stubenbastei 6–8 im Neo-Barock-Stil

Nicht realisierte Projekte:
- 1881 Stadttheater in Reichenberg (Liberec) (1. Preis im Wettbewerb)
- 1887 Rathaus in Reichenberg (Liberec) (2. Preis im Wettbewerb)
- 1887/1894 Kunstgewerbe-Museum in Reichenberg in Böhmen (Liberec) (Wettbewerb)

## Bauten von Hans Miksch

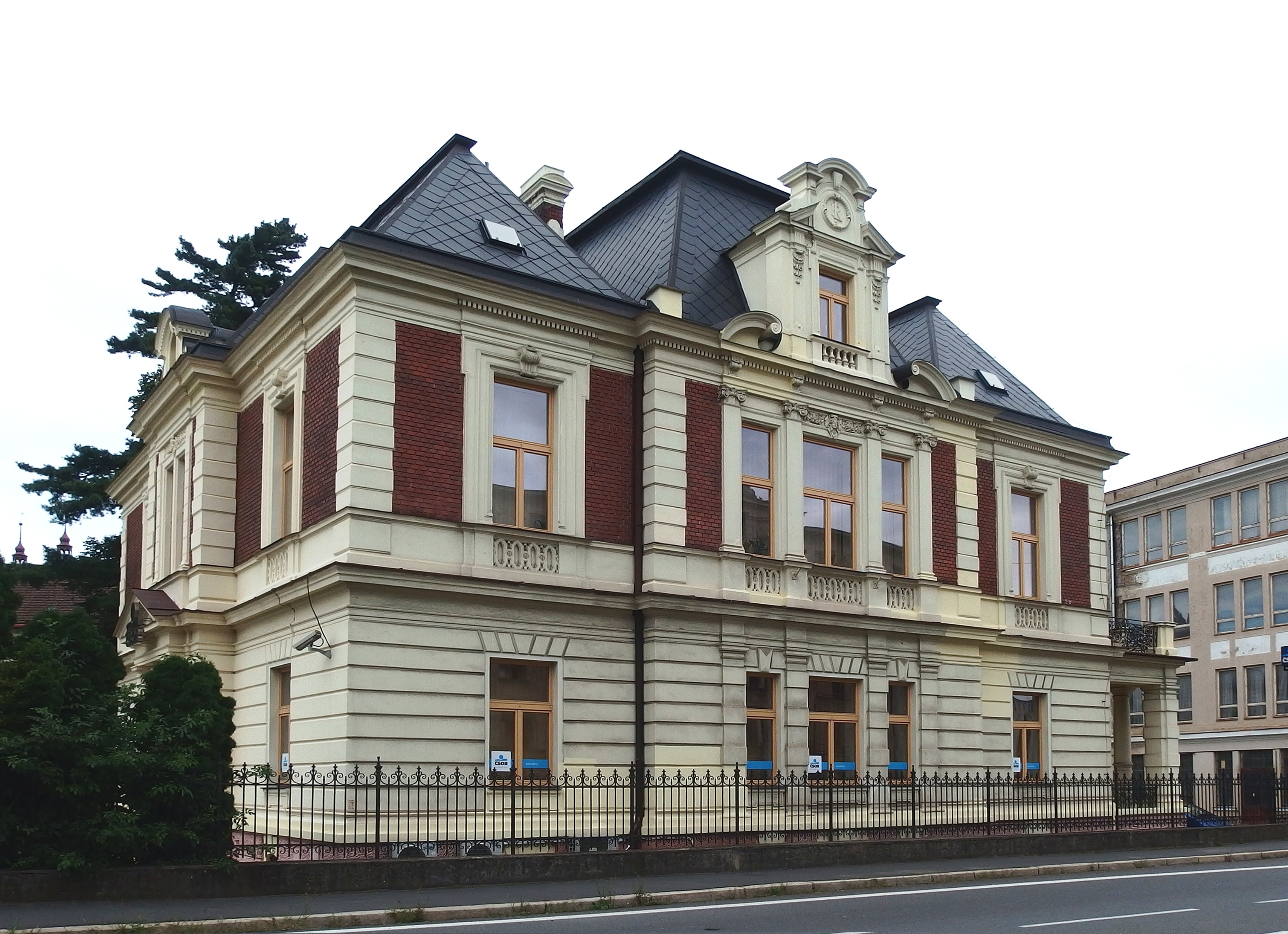
Villa Rudolf Larisch in Jägerndorf (Krnov)
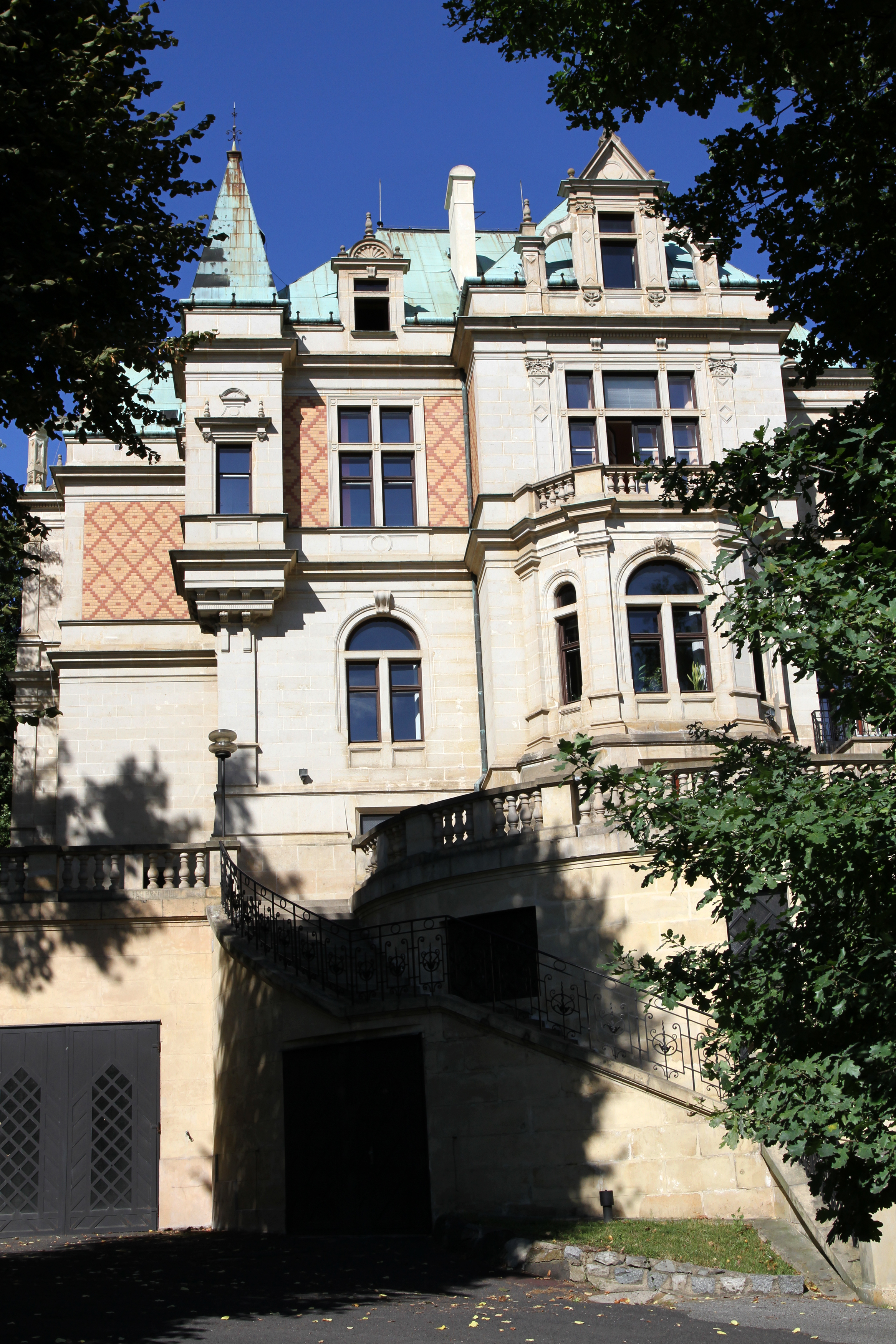
Villa Carl Friedrich Wolfrum in Aussig (Ústí nad Labem)
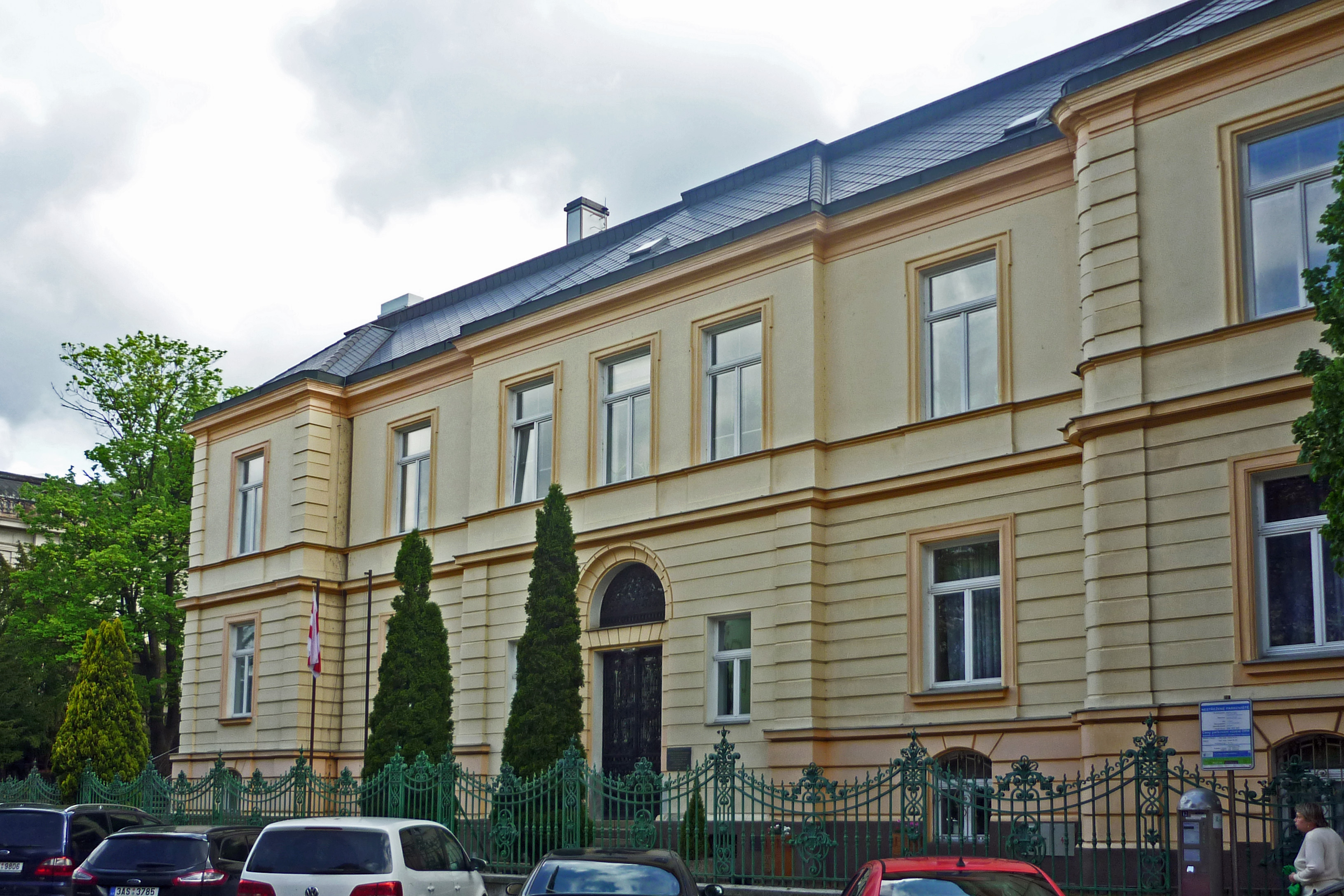
Villa Ignaz Petschek in Aussig (Ústí nad Labem)
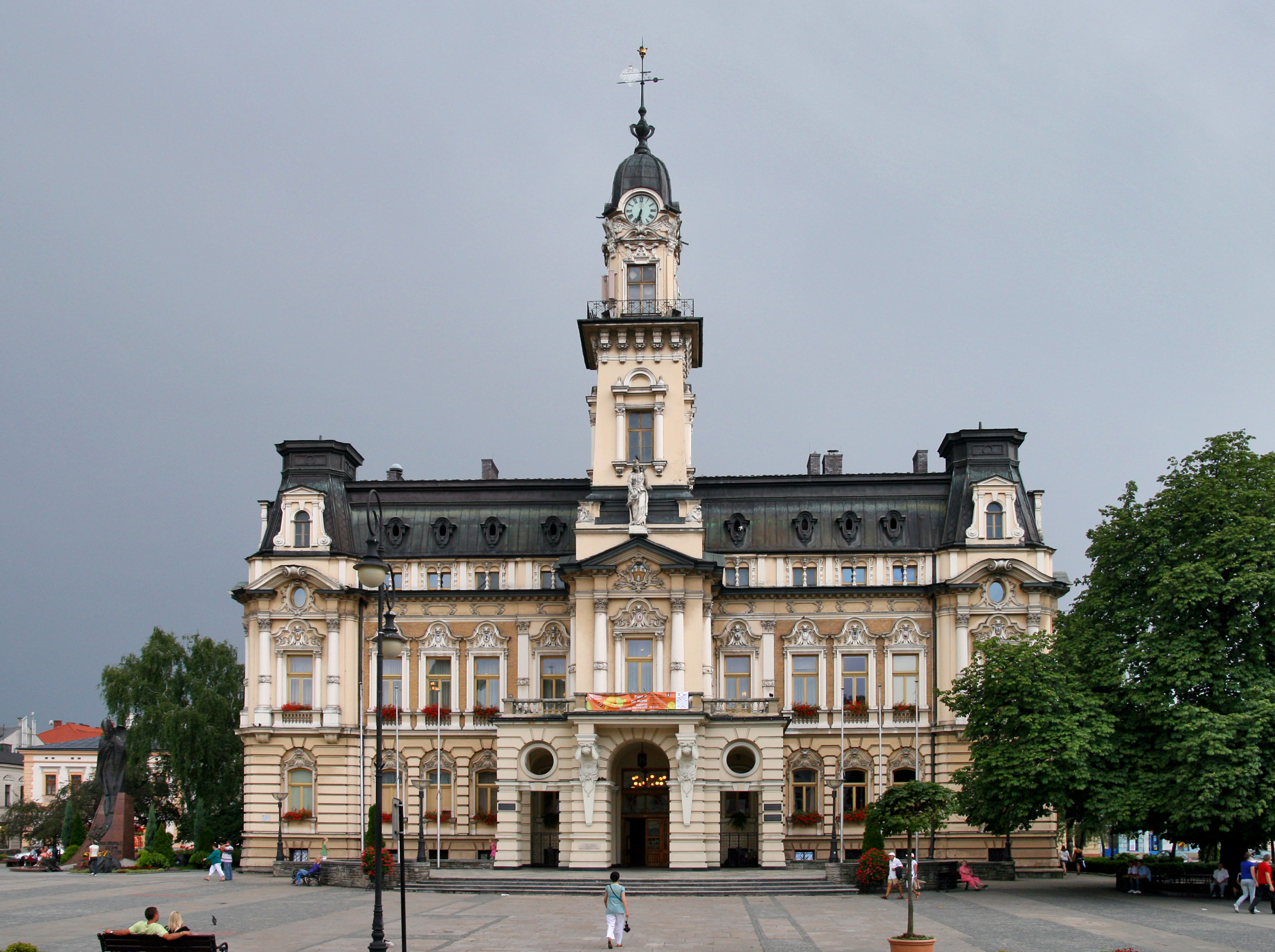
Rathaus in Neu Sandez (Nowy Sącz)
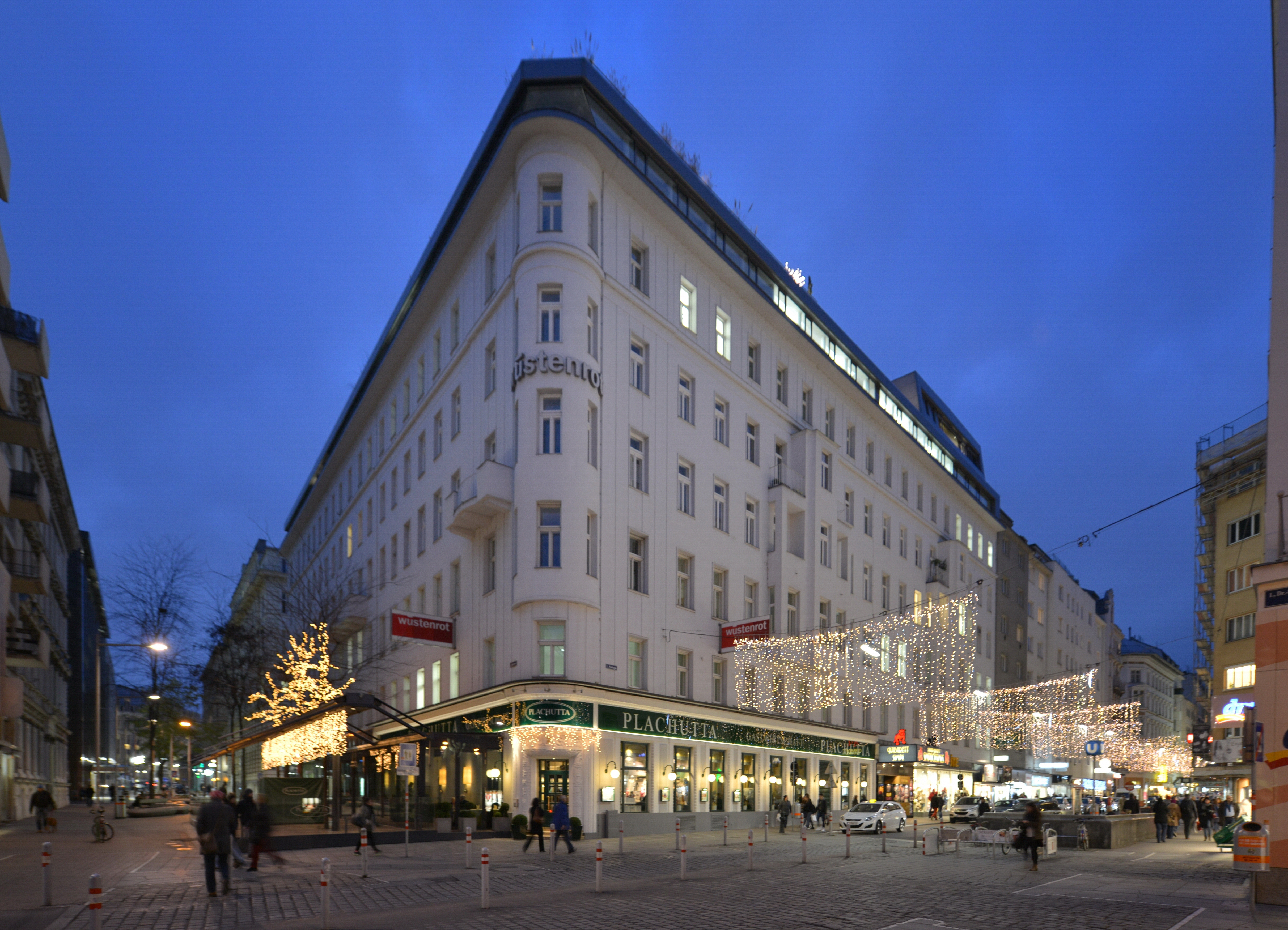
Geschäftshaus Wollzeile 36–38 in Wien
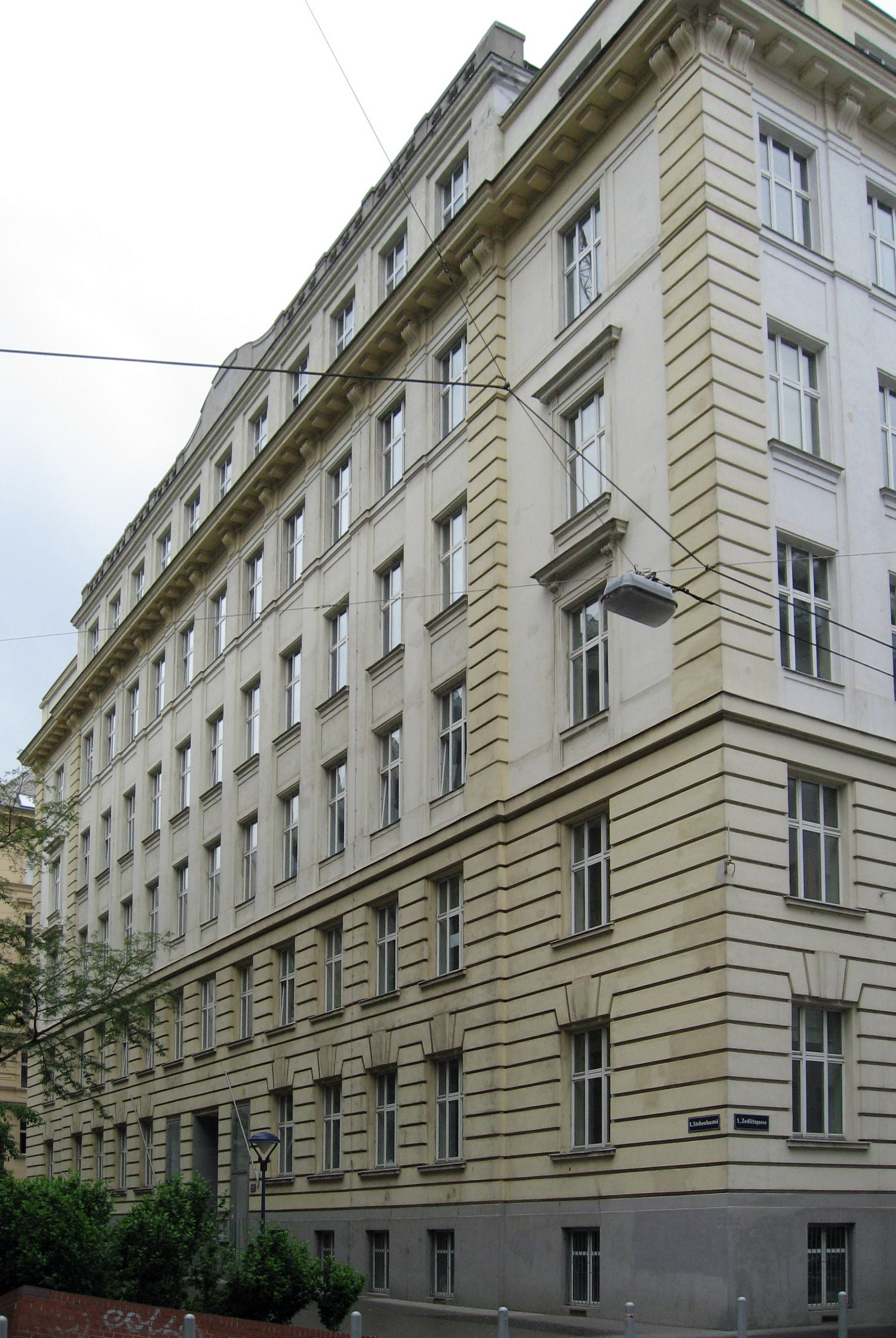
Gymnasium Stubenbastei in Wien